# Gymnostomum chenii
Gymnostomum chenii är en bladmossart som beskrevs av K. Saito 1973. Gymnostomum chenii ingår i släktet kalkkuddmossor, och familjen Pottiaceae. Inga underarter finns listade i Catalogue of Life.